# 007/ムーンレイカー (映画)
『007/ムーンレイカー』（ダブルオーセブン ムーンレイカー、原題: Moonraker）は、ルイス・ギルバート監督の1979年のスパイ/アクション映画。「ジェームズ・ボンド」シリーズの第11作目。イアン・フレミングの同名の小説を原作とする。
『スター・ウォーズ』（1977年）の成功がもたらした世界的なSF映画ブームの中で製作され、「遂にボンドが宇宙へ進出した作品」として注目された。そのため、ボンドの数多い冒険の中でも最も荒唐無稽なものとなった。また、物語の舞台もカリフォルニア、ベニス、リオ、アマゾン、宇宙とめまぐるしく変わり、全編通して非常にスピーディーな展開となっている。前作『私を愛したスパイ』のエンドロールでは、次回作は短編集『007号の冒険』の中の一短編である"For Your Eyes Only"と告知されていた。その時点では、イーオン・プロダクションズとユナイテッド・アーティスツがまだ手掛けていないイアン・フレミングの長編のうち、『カジノ・ロワイヤル』はコロンビア ピクチャーズが、そして本作は俳優のジョン・ペインが映画化権を所有していたため、短編を使うしかなかったからである。しかし、その後ペインから権利を買い取ることができたため、折からの爆発的なスター・ウォーズ（1977年公開）ブームや、スペースシャトルの初飛行（1981年4月12日）が迫る中、ついにボンドが宇宙へ飛び出す内容に脚色された本作が、先に映画化されるに到った。

## ストーリー
アメリカからイギリスへ空輸中のスペースシャトル「ムーンレイカー」がハイジャックされて姿を消した。さっそくボンド（ロジャー・ムーア）はシャトルを製造したヒューゴ・ドラックス（マイケル・ロンズデール）を訪ねるべくカリフォルニアへ向かう。彼の書斎で見つけた設計図にはベニスのガラス工房で製造している製品の情報が含まれていた。ベニスへ向かったボンドはガラス工房の建物の中に謎の研究所を発見、そこでは即効性でヒトだけを殺す神経毒が研究開発されていた。Q（デスモンド・リュウェリン）はその神経毒の成分がアマゾンにしか存在しない植物のものであると突き止める。
ボンドはリオデジャネイロを経てアマゾンへ向かい、宇宙研究員になりすましていたCIA捜査官ホリー・グッドヘッド（ロイス・チャイルズ）とともにドラックスの計画を知ることになる。それは、全人類を抹殺して、あらかじめドラックスが極秘に建造した宇宙ステーションに退避した選ばれた男女だけで子孫を残し、無人となった地上で新たな世界を築こうというものだった。ドラックスは計画実行直前に宇宙ステーションへの移動用シャトルのうち1機が故障したため、代わりにムーンレイカーを奪ったのだった。
ボンドの活躍で宇宙ステーションの電波妨害装置が破壊され、これまで察知されなかった宇宙ステーションの存在が明らかになり、米海兵隊を乗せたアメリカのシャトルが駆けつける。敵味方が宇宙服とレーザーガンで武装して宇宙戦闘を展開する中、ボンドはドラックスとの決戦に挑む。

## スタッフ
- 原作 - イアン・フレミング
- 監督 - ルイス・ギルバート
- 脚本 - クリストファー・ウッド
- 製作総指揮 - マイケル・G・ウィルソン
- 製作 - アルバート・R・ブロッコリ
- 音楽 - ジョン・バリー
- 主題歌 - シャーリー・バッシー
  - 作詞 - ハル・デヴィッド
  - 作曲 - ジョン・バリー
- 撮影 - ジャン・トゥルニエ
- メインタイトル・デザイン - モーリス・ビンダー
- 編集 - ジョン・グレン
- 美術 - ケン・アダム

## キャスト

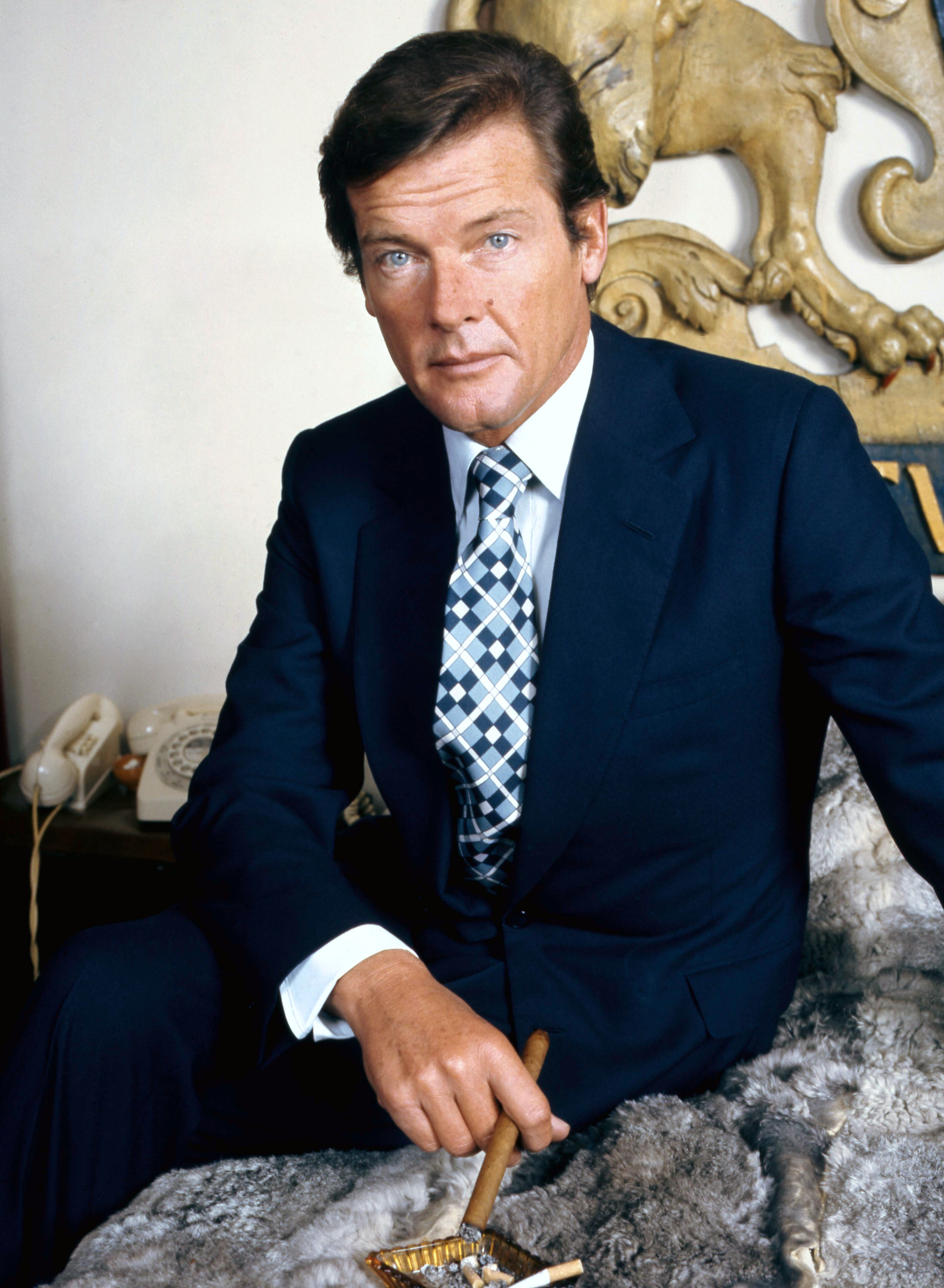
主人公のロジャー・ムーア

- ジェームズ・ボンド - ロジャー・ムーア
- ホリー・グッドヘッド（英語版） - ロイス・チャイルズ
- サー・ヒューゴ・ドラックス（英語版） - マイケル・ロンズデール
- ジョーズ（英語版） - リチャード・キール
- ドリー - ブランシュ・ラヴェレック
- コリン・ダフォー - コリンヌ・クレリー
- フレデリック・グレイ国防大臣 - ジョフリー・キーン（英語版）
- チャン - 菅敏郎（英語版）
- M - バーナード・リー
- Q - デスモンド・リュウェリン
- マネーペニー - ロイス・マクスウェル
- マニュエラ - エミリー・ボルトン（英語版）
- スコット大佐 - マイク・マーシャル

## ボンドガール
ボンドガールは、アメリカ南部テキサス州出身のロイス・チャイルズ。1970年代初頭、彼女はモデルのキャリアで成功をつかんだ。この映画では、NASAの宇宙飛行士で科学者のボンドガール、ホリー・グッドヘッド博士役。彼女は当初、以前のボンド映画『私を愛したスパイ』でボンドガールを演じるようにアプローチされていたが、当時演技を中断していたため、その役を辞退した。
1970年代最後のボンド映画であり、ルイス・ギルバートが監督した『007は二度死ぬ』（1967年、ショーン・コネリー）と『私を愛したスパイ』に続く3番目の（そして最後の）ボンド映画の監督作品だった。

## プロダクション
- オープニングクレジット前のボンドがパラシュート無しで飛行機から突き落とされ、敵のパラシュートを奪い、ジョーズから逃げるシーンはCGはおろかVFXすら使用しておらず、全て実写で撮影。パラシュート降下にかけては世界一とされる名人を収集した製作チームは、どうやってパラシュートを隠すか、35ミリカメラをヘルメットの上に取り付けてパラシュートが開いたときにカメラマンが怪我をしないためにどうするかという二つの問題を解決した。ウィルソンとジョン・グレンはカリフォルニアに飛び、超軽量チタニウムカメラの本体と実験段階のプラスチック製パナビジョン・レンズで撮影。完成したシーンはシリーズ屈指の完成度を誇る名シーンの一つとして高く評価された。
- 007シリーズでは、過去にも『007は二度死ぬ』でロケットの打ち上げシーンを描いているが、本作のムーンレイカー打ち上げのシーンには、NASAの技術者をアドバイサーに招き、実際の打ち上げマニュアルやシミュレーション データなども使用して、本物のシャトルの打ち上げの模様に限りなく近いものに仕上げた[3]。その出来栄えは、二年後実際にスペースシャトル・コロンビアの初打ち上げを見届けたあるNASAのスタッフをして、「まるでムーンレイカーの打ち上げみたいだ」と軽口を叩かせるほどのものだった。ただし、シャトルの噴射はかなり規模が小さい。
- 特撮を担当したのは、『サンダーバード』や『謎の円盤UFO』などを手がけた、特殊効果監督デレク・メディングス。ロケット噴射の描写などに、サンダーバードを彷彿とさせるリアルで重厚な視覚効果演出を見ることができる。
- 一方、『007は二度死ぬ』で特殊効果を担当したジョン・ステアズは、『スター・ウォーズ』に参加。同映画の特殊効果は、ILMの開発した最新技術が投入され、アカデミー視覚効果賞を受賞した[4]。ところがメディングスは、フィルムを巻き戻し重ね撮りを繰り返すという昔ながらの手法で、宇宙空間での迫力ある戦闘シーンを作り上げた[5]。その結果、本作も同賞にノミネートされたが、受賞は逃した[6]。『スター・ウォーズ』と『ムーンレイカー』には、007シリーズ新旧スタッフの競い合いもあった。
- 『ムーンレイカー』は、1969年にも映画化が計画されたことがあり、当時プロデューサーの一人だったハリー・サルツマンは、『サンダーバード』の製作者ジェリー・アンダーソンにもプロデューサーになるようオファーした。アンダーソンは脚本家のトニー・バーウィックと、新しい物語を加えた『ムーンレイカー』の脚本を用意した。サルツマンはこれを高評価したものの、もう一人のプロデューサーであったアルバート・R・ブロッコリと決裂状態になり、アンダーソンにそのアイディアを売却するように求めるが、拒否されて話は流れた。しかし、後にサルツマンと決別したブロッコリが単独で製作した『私を愛したスパイ』の脚本中に、このときの『ムーンレイカー』の脚本との類似点を見つけられ、アンダーソンに訴訟を起こされるが、金銭的解決で取り下げに到った[7][8]。
- 本作はいつものロンドンのパインウッド・スタジオではなく、ユナイテッド・アーティスツがフランスに所有していたスタジオで撮影された。本作製作当時においては、遠距離間の速達連絡手段は世界的に見ても固定電話しかなかった。このため撮影に関する打ち合わせなどでイギリスとフランス両国間で莫大な国際電話代がかかったそうで、プロデューサーや監督の話ではこの電話代だけで並の映画1本分が撮影できたであろうとのこと。
- フランスでのスタジオで撮影中に次回作『ユア・アイズ・オンリー』のヒロイン、メリナ役のキャロル・ブーケが見学に訪れ、彼女の美貌に魅了されたプロデューサーが次回作出演をオファーした。
- 本作ではボンドがつける時計として、セイコーのM354 MEMORY BANK CALENDARが使用された。

## 主題歌
3度目の起用となったシャーリー・バッシーが同タイトル曲を歌った。主題歌、テーマ曲、サウンドトラック・アルバムでも、常に、イギリス、アメリカでのヒット・チャートを賑わしてきた007シリーズだが、両国共にチャート入りを果たせなかった。（「女王陛下の007」からは、後の1994年、挿入歌だった「愛はすべてを越えて」がイギリスでシングル・ヒットしている）。

## 興行成績
本作は1979年の映画の世界興行成績において、2億1030万ドルとシリーズ最高額を更新し、『ダイヤモンドは永遠に』以来4作、8年ぶりに第1位に返り咲いた。日本では1980年度の外国映画の配給収入で、『スター・ウォーズ/帝国の逆襲』に次ぐ第2位全体配給収入は4位。

## 日本語吹替
| 役名                           | 俳優                           | TBS版      | ソフト版   |
| ------------------------------ | ------------------------------ | ---------- | ---------- |
| ボンド                         | ロジャー・ムーア               | 広川太一郎 | 広川太一郎 |
| グッドヘッド                   | ロイス・チャイルズ             | 小原乃梨子 | 藤本喜久子 |
| ドラックス                     | マイケル・ロンズデール         | 内海賢二   | 石塚運昇   |
| コリン                         | コリンヌ・クレリー             | 宗形智子   | 田村聖子   |
| ジョーズ                       | リチャード・キール             | 銀河万丈   | 小谷津央典 |
| M                              | バーナード・リー               | 今西正男   | 藤本譲     |
| マネーペニー                   | ロイス・マクスウェル           | 花形恵子   | 泉裕子     |
| Q                              | デスモンド・リュウェリン       | 田中康郎   | 白熊寛嗣   |
| フレデリック・グレイ国防大臣   | ジェフリー・キーン             | 藤本譲     | 佐々木省三 |
| ゴーゴル将軍                   | ウォルター・ゴテル             | 北村弘一   | 島香裕     |
| チャン                         | 菅敏郎                         | 銀河万丈   |            |
| マヌエラ                       | エミリー・ボルトン             | 高島雅羅   |            |
| スコット大佐                   | マイク・マーシャル             | 納谷六朗   | 加藤亮夫   |
| カヴェンディッシュ             | アーサー・ハワード             | 丸山詠二   |            |
| プライベートジェットホステス   | レイラ・シェンナ               | 横尾まり   |            |
| プライベートジェットパイロット | ジャン＝ピエール・カスタルディ | 平林尚三   |            |
| 受付嬢                         | アン・ロンバーグ               | 滝沢久美子 | 松下こみな |
| 宇宙管制センター所長           | ダグラス・ランバート           | 小島敏彦   |            |
| ボーイング747機長              | ジョージ・バート               | 村松康雄   |            |
| 英国空軍士官                   | キム・フォーチュン             | 林一夫     |            |
| ドラックスの技術者1            | ジョルジュ・ベレー             | 秋元羊介   |            |
| ドラックスの技術者2            | ジャン＝ルイス・アイロラ       | 広瀬正志   |            |

- TBS版 - 初回放送、1984年4月9日（月）21:02-23:24 『月曜ロードショー』（正味約119分）※キングレコードから発売の特別版DVDに収録。

プロデューサー - 熊谷国雄（TBS）、演出 - 佐藤敏夫、翻訳 - 木原たけし、解説 - 荻昌弘、製作 - 東北新社/TBS
※救急車の場面でジョン・バリー作曲の「007のテーマ」がBGMとして流れるが、これはTBS版の吹替のみであり、オリジナル音声やDVD/BD版の吹替にはない。またこの直後にガンマン姿のボンドのBGMとしてメドレー式に007と同じUAが手掛けた「荒野の七人」のテーマ曲が流れるが、この曲を7ビートでアレンジした曲が「007のテーマ」であるため、この2曲がメドレーで聴ける貴重な編集であり、選曲者のセンスが光るシーンである。
- ソフト版 - 初出、2006年11月22日発売 DVD アルティメット・コレクション

地上波初回放送2007年1月28日21:00-22:54 テレビ朝日『日曜洋画劇場』
その他声の出演 - 佐古真弓、永田博丈、遠藤綾、幸田昌明、近藤広務、園部好德、ヤスヒロ、大久保利洋、根津貴行、武藤正史
演出 - 福永莞爾、翻訳 - 桜井裕子、調整 - 金谷和美、製作 - 東北新社

## ノベライズ
- クリストファー・ウッド『007とムーンレイカー』井上一夫訳、東京創元社、1979年11月、ISBN  9784488194017
- Christopher Wood "James Bond and Moonraker" Jonathan Cape, 1979/07, ISBN 978-0-224-01734-3